# Florent Calvez
Pour les articles homonymes, voir Calvez.
Florent Calvez est un auteur français de bande dessinée né le 9 septembre 1974 à Brest.

## Biographie
Florent Calvez a fait des études de design. Il exerce dans différents secteurs (communication, La Poste...) Né à Brest, il a passé une vingtaine d'années à Rennes avant de s'installer de nouveau dans sa ville natale. En matière de bande dessinée, il est autodidacte et dessine directement sur ordinateur. Pour son premier album, U-29 (2005), qui retrace l'histoire d'un sous-marin, il assure le dessin sur un scénario de Rotomago. Après cet ouvrage, Delcourt lui propose de l'embaucher. Calvez entreprend d'abord des récits « hybrides mi-fantastiques mi-réalistes ». Ainsi, entre 2007 et 2008 sont publiés deux volumes d'une série jeunesse, Les aventures extraordinaires de Nelson Lobster, dont le scénario est signé Éric Corbeyran et qui porte sur « des histoires de pirates tirées des aventures du baron Munchausen ». Avec Fred Duval, Fred Blanchard et Jean-Pierre Pécau au scénario, Calvez participe à la série uchronique Jour J (Delcourt) pour les tomes numéro 3 (Septembre Rouge, 2010), quatre (Octobre Noir, 2010) et onze (La Nuit des Tuileries 2011) en tant que dessinateur et coloriste ; il officie comme coloriste pour le volume treize (Colomb Pacha, 2013). Toujours avec Fred Blanchard, Calvez dessine pour la série Sept le volume neuf : Sept personnages (2011).
En parallèle à ces récits, Calvez s'investit dans des ouvrages à dimension historique. En 2012, il assure seul le récit d'American Tragedy, l'histoire de Sacco et Vanzetti (sur l'affaire Sacco et Vanzetti) ; en 2014, il dessine le septième tome de L'Homme de l'année 1894 toujours avec Duval comme scénariste. Leur collaboration donne lieu à une autre série : Mousquetaire qui compte trois volumes en 2019, une fiction sur fond réaliste.
Par ailleurs, Calvez est collaborateur au Télégramme pour la rubrique « Elle a bonne mine l'actu ».
Florent Calvez participe en 2016 à la revue brestoise de bande dessinée, Casier"S" (publication annuelle), créée à l'initiative de l'association Brest en bulle, dont il est vice-président. Le premier numéro est élaboré par trente auteurs et Calvez y signe la narration Tout sur Lydia. Plus récemment, il sort en 2024 un album cette fois en lien avec un évènement historique sanglant survenu lors de la seconde guerre mondiale :  dans " Mémoires de chair et de douleur", il dessine un scénario de  Kris qui permet de revenir sur le massacre de Penguerec du 7 août 1944 où les troupes allemandes ont fusillé et brulé 42 personnes arrêtées sur place,,.
Calvez est marié et il a un enfant.

## Publications

### En tant que scénariste et dessinateur
- U-29, juillet 2005, scénario de Rotomago, d'après H.P. Lovecraft, 2005, Akileos,  (ISBN 2-915168-22-9)
- Les Aventures extraordinaires de Nelson Lobster, scénario de Corbeyran, Delcourt, collection Terre de légendes.
  - L'île des Lestrygons, janvier 2007,  (ISBN 2-7560-0352-2)
  - Les enfants d'Orquelin, janvier 2008,  (ISBN 978-2-7560-0566-9)
  - L'œil de Zaya, août 2008,  (ISBN 978-2-7560-1488-3)
- Jour J, scénario de Fred Duval, Fred Blanchard et Jean-Pierre Pécau, Delcourt, collection Neopolis
  - t. 3 Septembre Rouge, septembre 2010,  (ISBN 978-2-7560-1864-5)
  - t. 4 Octobre Noir, novembre 2010,  (ISBN 978-2-7560-2011-2)
  - t. 11 La Nuit des Tuileries, novembre 2011,  (ISBN 978-2-7560-2480-6)
- Sept, aux éditions Delcourt
  - t. 9 Sept personnages, scénario de Fred Duval,  (ISBN 978-2-7560-2686-2)
- American Tragedy, l'histoire de l'affaire Sacco et Vanzetti, Delcourt, collection Mirages,  (ISBN 978-2-7560-1584-2)
- Reanimator, Delcourt, collection Mirages, d'après H.P. Lovecraft,  (ISBN 978-2-7560-0919-3)
- L'Homme de l'année
  - t. 7 L'homme de l'année 1894 : L'homme à l'origine de l'affaire Dreyfus, scénario de Fred Duval, couverture de Manchu et Fred Blanchard, Delcourt,  (ISBN 978-2-7560-6312-6)
- Mousquetaire, scénario de Fred Duval, couleurs de Delf, couvertures de Ugo Pinson, Delcourt coll. Histoire & Histoires

1. Alexandre de Bastan, 64 p., grand format, 2016 (DL 01/2016)  (ISBN 978-2-7560-7100-8)
2. Eloïse de Grainville, 62 p., grand format, 2017 (DL 02/2017)  (ISBN 978-2-7560-8073-4)

- Mémoires de chair et de douleur :

1. Le massacre de Penguerec - Gouesnou - 7 août 1944, scénario de Kris, 2024, 46 p.

### En tant que coloriste
Les albums où il est à la fois dessinateur et coloriste sont indiqués plus haut.
- Jour J :
  - t. 13 Colomb Pacha, scénario de Fred Duval, Jean-Pierre Pécau et Fred Blanchard, dessins d'Enem, Delcourt,  (ISBN 978-2-7560-3536-9)
- Carmen Mc Callum :
  - t. 13 Bandiagara[18], scénario de Fred Duval, dessins d'Enem, Delcourt, avril 2014, (ISBN 978-2-7560-4788-1)